# Joseph Lafayette Rawlins
Joseph Lafayette Rawlins, född 28 mars 1850 i Mill Creek (i nuvarande delstaten Utah), död 24 maj 1926 i Salt Lake City, var en amerikansk demokratisk politiker. Han representerade Utah i USA:s senat 1897-1903.
Rawlins föddes i nuvarande Salt Lake County ett knappt halvår före bildandet av Utahterritoriet och två år före Salt Lake County grundades. Rawlins studerade vid University of Deseret (nuvarande University of Utah) och vid Indiana University. Han undervisade vid University of Deseret 1873-1875, studerade sedan juridik och arbetade som advokat i Salt Lake City.
Rawlins representerade Utahterritoriet som icke röstberättigad delegat i USA:s kongress 1893-1895. Utah blev 1896 delstat och Rawlins efterträdde 1897 Arthur Brown som senator för Utah. Han efterträddes 1903 av Reed Smoot.
Rawlins avled 1926 och gravsattes på Salt Lake City Cemetery.